# 메죄투르

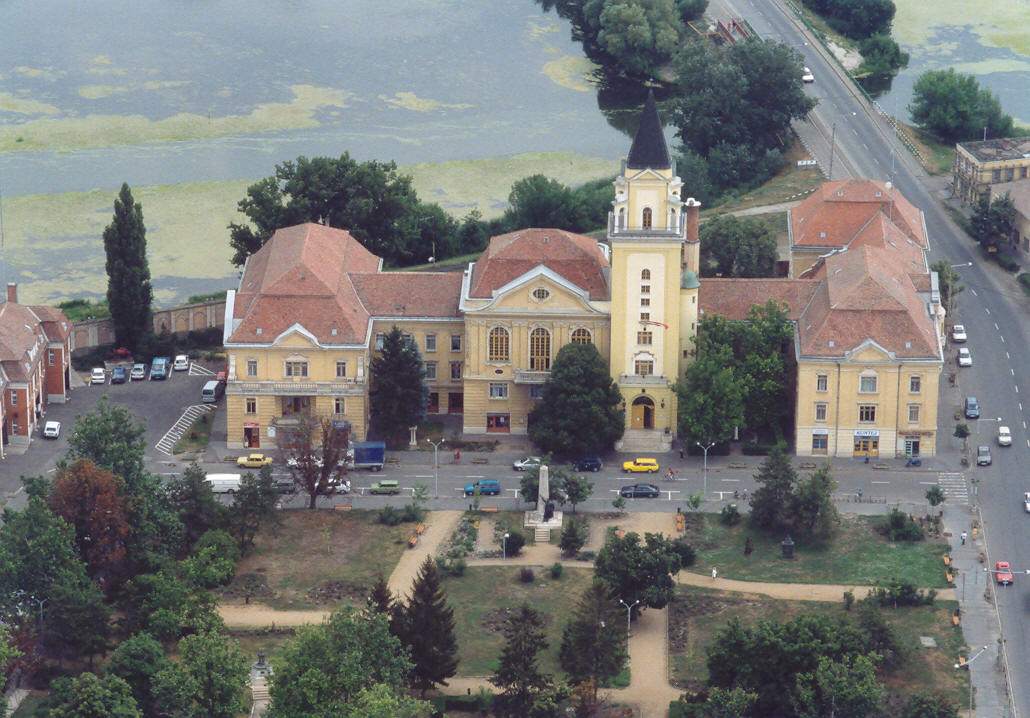
메죄투르

메죄투르(헝가리어: Mezőtúr)는 헝가리 야스너지쿤솔노크 주에 위치한 도시로 면적은 289.72km2, 인구는 19,483명(2001년 기준), 인구 밀도는 67명/km2이다. 헝가리 대평원 중부에 위치한다.
언드라시 2세 시대에 처음 등장했으며 러요시 1세 시대에 시장이 형성되면서 크게 발전했다. 1562년부터 1692년까지 오스만 제국의 지배를 받았고 라코치 페렌츠 2세가 주도한 혁명 시기(1692년 ~ 1699년, 1705년 ~ 1710년)에는 시민들이 다른 곳으로 피난가기도 했다. 18세기에는 농업을 통해 부흥을 맞이했다.
도시의 주요 산업은 농업(밀, 유채, 옥수수 재배), 도자기 생산이다. 부다페스트에서 남동쪽으로 156.5km 정도 떨어진 곳에 위치하며 부다페스트-솔노크-베케슈처버 철도가 이 곳을 지나간다.

시 문장